# Лаский, Ярослав
Ярослав Лаский (? — 1521) — польский государственный деятель, войский серадзский (1488), воевода ленчицкий (1506—1511) и серадзский (1511—1521).

## Биография
Представитель польского дворянского рода Ласких герба «Кораб». Второй сын шляхтича Анджея из Ласка (ум. 1476). Братья — кустош гнезненский Анджей Лаский (ум. 1512), канцлер великий коронный и примас Польши Ян Лаский (1455—1531), войский серадзский Михаил Лаский (ум. после 1512).
В 1488 году Ярослав Лаский начал свою карьеру с звания войского меньшего серадзского, затем стал войским серадзским. Был дважды женат, вторично женился на Сюзанне из Бонковы-Гуры (ум. после 1507). Против второго брака протестовал королевский секретарь Пётр Мошинский из Бнина. В 1487 году королевский суд признал их брак действительным. В 1493 году Ярослав Лаский был первый раз избран послом на вальный сейм в Пётркув от Серадзского воеводства. В 1497 году по вызову польского короля Яна Ольбрахта Ярослав Лаский принял участие в мобилизации посполитого рушения.
В 1502 году Ярослав Лаский был избран послом на коронационный сейм, где был утвержден королём Польши великий князь литовский Александр Казимирович Ягеллончик. В 1503 году — посол Александра к мазовецкому князю Конраду Рыжему. В 1505 году — посол (депутат) на сейм в Радоме, где добился принятия Статута Лаского. В 1506 году Ярослав Лаский был назначен воеводой ленчицким. В 1507 году участвовал в предоставлении льгот городу Варте. Увеличил состояние рода Ласких в окрестностях Ласка, прикупив окрестные сёла. В 1508 году с согласия польского короля Сигизмунда Старого выкупил королевские сёла под Ласком. За свои заслуги в 1509 году получил от Сигизмунда Ягеллона дом в Пётркуве. В 1511 году Ярослав Лаский принял участие в сейме в Пётркуве. В том же самом году получил должность воеводы серадзского. В 1518 году Ярослав Лаский в очередной раз избирается послом на сейм. При поддержке своего брата польского примаса Яна Лаского, Ярослав стал старостой и комендантом замка в Ловиче.

## Семья
Имя и происхождение его первой жены не известно. До 1487 года вторично женился на Сюзанне из Бонковы-Гуры, от брака с которой имел трёх сыновей и четырёх дочерей:
- Иероним Лаский (1496—1542), кравчий коронный (1520), воевода серадзский (1523—1542), староста мальборкский
- Ян Лаский (1499—1560), каноник краковский (1518), декан гнезненский (1518), пробст ленчицкий (1522) и гнезненский (1526), кустош плоцкий (1525), архидьякон варшавский (1538), секретарь королевский (1521)
- Станислав Лаский (1491—1550), воевода серадзский (1543—1550), староста ленчицкий
- Анна Лаская (ум. после 1517), 1-й муж — староста визненский Якуб из Глинек, 2-й муж — воевода иновроцлавский, берестейский и калишский Николай Костелецкий (ум. 1535)
- Сюзанна Лаская (ум. после 1557), жена Марцина Мышковского (ум. 1538)
- Катажина Лаская (ум. 1568), жена воеводы сандомирского Яна Тенчинского (ок. 1492—1541)
- Барбара Лаская, жена Адама Влодзиславского (ум. 1517)

## Биография
- Stanisław Rusin: Ród Łaskich. Łask: Urząd Miasta i gminy w Łasku, 1990.
- Родославная рода Ласких